# Novokubansk
Novokubansk è una città della Russia europea meridionale (kraj di Krasnodar), situata nella pianura pedemontana ciscaucasica sulla sponda sinistra del fiume Kuban', 187 km a est di Krasnodar; è il capoluogo amministrativo del distretto omonimo.
La cittadina venne fondata verso la fine del XIX secolo dall'unione dei villaggi di Kubanskoe (fondato nel 1867) e Chutorok; lo status di città venne concesso nel 1966, includendo nei confini anche alcuni altri insediamenti vicini.

## Società

### Evoluzione demografica
Fonte: mojgorod.ru
- 1959: 15.400
- 1979: 27.100
- 1989: 30.200
- 2002: 35.400
- 2007: 34.400